# Óscar López (kolumbijski piłkarz)
Óscar López Vázquez (ur. 2 kwietnia 1939 w Medellín, zm. 20 grudnia 2005) – kolumbijski piłkarz grający podczas kariery na pozycji obrońcy.

## Kariera klubowa
Karierę piłkarską Óscar López rozpoczął w Once Caldas w 1961. W 1963 przeszedł do Deportivo Cali, w którym występował do końca kariery w 1975. Z Deportivo czterokrotnie zdobył mistrzostwo Kolumbii w 1965, 1967, 1969 i 1970.
Ogółem w latach 1961–1975 rozegrał w lidze kolumbijskiej 455 spotkań, w których zdobył 11 bramek.

## Kariera reprezentacyjna
W reprezentacji Kolumbii López zadebiutował 5 lutego 1961 w wygranym 2:0 towarzyskim spotkaniu z USA.
W tym samym roku został powołany przez selekcjonera Adolfo Pedernerę do kadry na Mistrzostwa Świata w Chile. Na Mundialu Aponte wystąpił we wszystkich trzech meczach z Urugwajem, ZSRR i Jugosławią.
W 1963 uczestniczył w Copa América. Na turnieju w Boliwii wystąpił w pięciu meczach z Argentyną, Brazylią, Paragwaju, Peru i Ekwadorem. Ostatni raz w reprezentacji wystąpił 3 czerwca 1972 w przegranym 1:2 towarzyskim meczu z Wenezuelą.
Od 1961 do 1972 roku rozegrał w kadrze narodowej 28 spotkań.